# ライムンド・カペティージョ
ライムンド・カペティージョ（Raymundo Capetillo、1943年9月1日 - 2020年7月12日）は、メキシコの俳優。俳優の傍ら、経済学者、英語教師も務めた。

## 職業
1960年代後半に俳優業を始め、テレビ、映画、舞台で活躍した。1969年から2017年までに、総計60を超える役を演じた。
2020年7月5日から呼吸器系の問題のためにメキシコシティ内の病院に入院していたが、7月12日にCOVID-19の合併症により死去。76歳没。  